# Onthophagus gorochovi
Onthophagus gorochovi är en skalbaggsart som beskrevs av Kabakov 1998. Onthophagus gorochovi ingår i släktet Onthophagus och familjen bladhorningar. Inga underarter finns listade i Catalogue of Life.